# أبوسوم قندي طيار
الأبوسوم القندي الطيار أو البِتْروس قصير الرأس (الاسم العلمي: Petaurus breviceps، وبالانجليزية: Sugar glider) نوع من الثدييات من فصيلة بتروسيات ‏. حصل على اسمه من طعامه السكري (القند) وهو النسغ والرحيق وأيضًا على فروهم الممتد من أرجلهم الأمامية إلى الأرجل الخلفية المكونة طبقة من الجلد ولكي يقفزوا بين الأشجار للبحث عن طعامهم المكون من الفواكه والحشرات.
لهذه الحيوانات القدرة على الطيران مثل السنجاب الطائر بالرغم أنهم يختلفون عن هذا السنجاب. إن هذه الحيوانات صغيرة وجذابة، إنها من الحيوانات الليلية اللتي تنام في النهار وتستيقظ في الليل. إنها حيوانات ممتازة لرفقة البشر، ويمكن أن تشكل رفقة دائمة إذا تم الاعتناء بها جيدا. ويمكن أن تعيش هذه الحيوانات لمدة 15 سنة.
يعود أصل تحديدًا إلى جزء صغير من جنوب شرق أستراليا، في مناطق جنوب كوينزلاند ومعظم نيوساوث ويلز شرق سلسلة جبال غريت ديفايدينغ؛ تحتل المجموعة الأنواع الموسعة، بما في ذلك الجمهرات التي قد ينتمون أو لا ينتمون إلى النوع P. breviceps، نطاقًا أكبر يغطي جزءًا كبيرًا من الساحل الشرقي والشمالي لأستراليا وغينيا الجديدة والجزر القريبة. أعضاء جنس البتروس المنتمي إليه الحيوان هي حيوانات منزلية غريبة شهيرة؛ لكن الأبحاث الحديثة تشير، على الأقل بالنسبة للحيوانات المنزلية الأمريكية، إلى أنها ليست P. breviceps ولكنها نوع وثيق الصلة، نشأ في النهاية من مصدر واحد بالقرب من سورونغ في بابوا الغربية.